# Молдовяну
Молдовяну (рум. Moldoveanu) — гірська вершина у Трансильванських Альпах (Південні Карпати), в горах Фегераш, найвища точка Румунії (2544 м).

## Географія

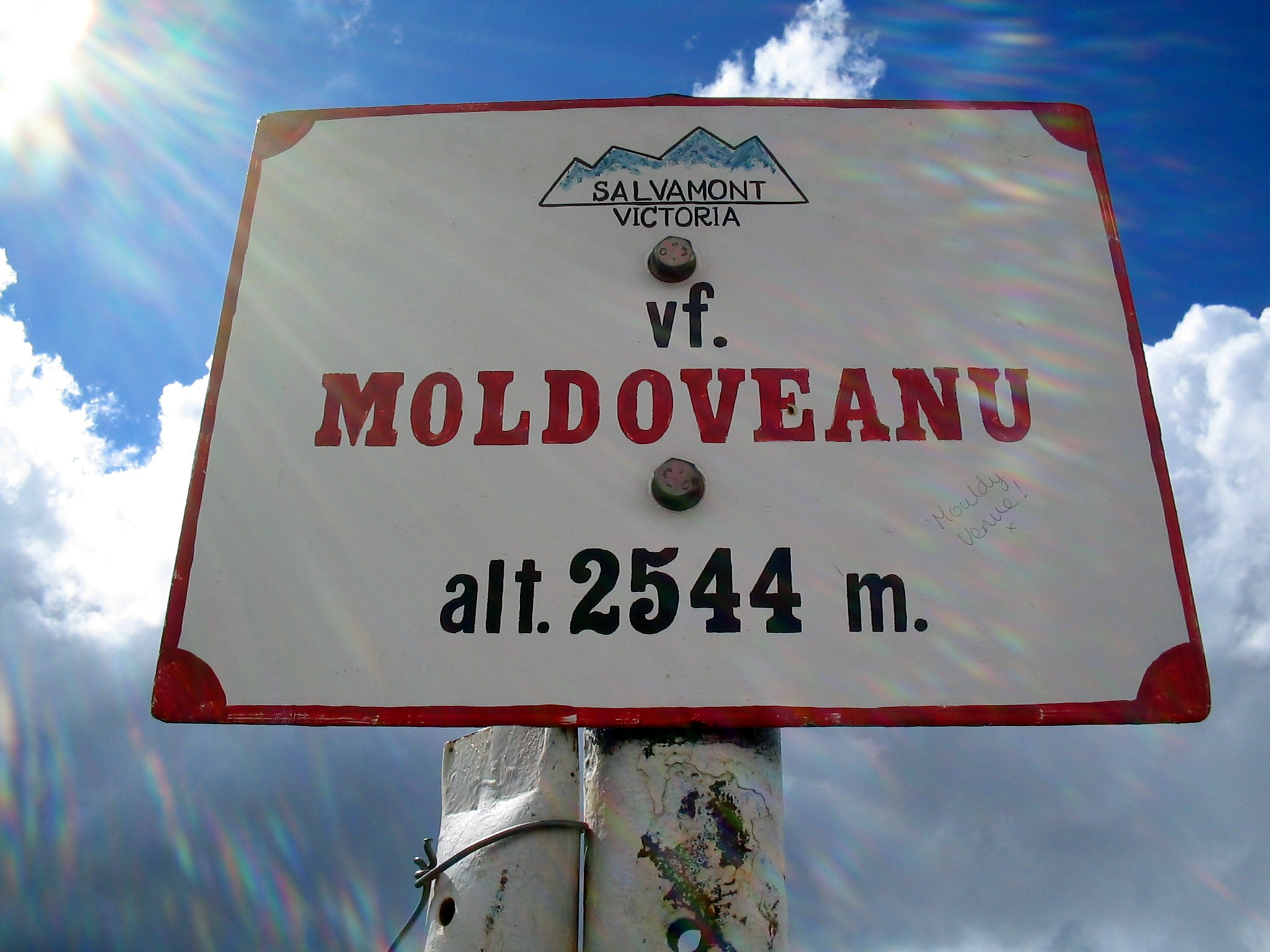
Маркер на вершині Молдовяну

Гора Молдовяну розташована в самому центрі Румунії, в гірському масиві Фегераш (Південні Карпати) на території жудця Арджеш. Найближчий населений пункт — Вікторія, розташований на північ від гори. Для професійних альпіністів і скелелазів підкорення вершини труднощів не становить.
Складена кристалічними породами. На схилах — хвойні ліси і високогірні луки.